# Рассел, Ноадия

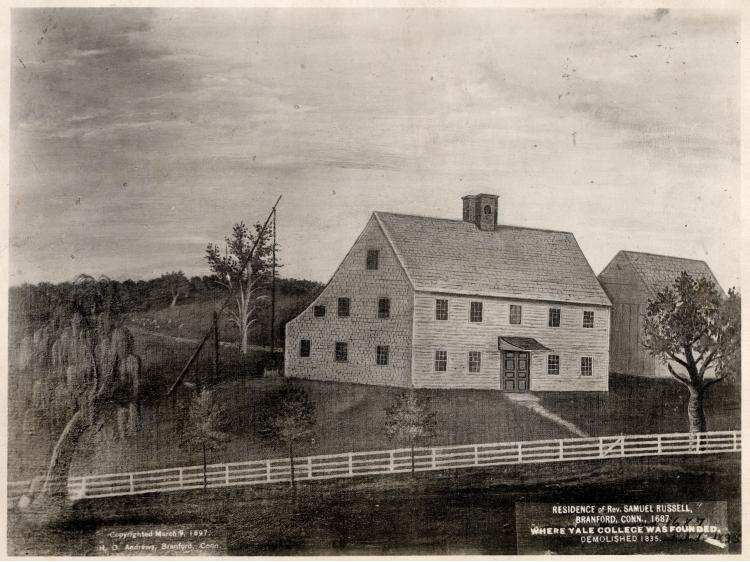
Дом священника Самуэля Рассела, где в 1700 году состоялась встреча 10 священников-основателей будущего Йельского университета

Ноадия Рассел (англ. Noadiah Russell; 22 июля 1659 года, Нью-Хейвен, Колония Нью-Хейвен — 3 декабря 1713 года, Мидлтаун, Колония Коннектикут) — священник, один из основателей Йельского университета.

## Биография
Родился в 1659 году в семье Уильяма Рассела и Сары Дэвис. В 1681 году окончил Гарвардский колледж и стал в нем преподавателем. 24 октября 1688 года принял сан священника и стал пастором первой Конгрегатской церкви в Мидлтауне (Колония Коннектикут), где был пастором более 25 лет до своей смерти.

## Йельский университет
В 1700 году десять священников (все выпускники Гарвардского колледжа, разочаровавшиеся в образовании, полученном в колледже) собрались в Брэнфорде (Коннектикут), чтобы обсудить создание нового колледжа, который будет способен избежать ошибок, допущенных Гарвардом. В 1701 году, получив хартию от колониальной Генеральной Ассамблеи (выданную с целью обучать поколения «образцовых мужей»), они официально начали работу над созданием Коллегиальной школы в Брэнфорде, так тогда был назван будущий Йельский университет. Среди основателей будущего университета был и священник из Мидлтауна Ноадия Рассел.

## Семья
Ноадия Рассел 20 февраля 1690 года женился на Мэри Хэмлин, дочери капитана Джайлза Хэмлина и Хестер Кроу Хэмлин. В этом браке было 9 детей.
Старший сын Ноадия Рассела — Уильям Рассел в 1709 году окончил Йель, был женат на Марии Пьерпонт, дочери одного из основателей Йеля Джеймсе Пьерпонте.

## Потомки
- Уильям Хантингтон Рассел (1809—1885), предприниматель, политик, педагог, окончил Йель, один из основателей тайного общества студентов Йеля «Череп и кости».
- Фрэнк Генри Рассел (1878—1947), предприниматель, первый генеральный директор фирмы братьев Райт и других предприятий в авиационной промышленности, окончил Йель в 1900 году.
- Фрэнк Форд Рассел (1904—1969), предприниматель, руководитель предприятий в авиационной промышленности, окончил Йель в 1926 году